# Samantha Murray Sharan
Samantha Murray Sharan (ur. 9 października 1987 w Stockport) – brytyjska tenisistka.

## Kariera tenisowa
Murray Sharan zdobyła w swojej karierze cztery tytuły singlowe i trzydzieści deblowych w rozgrywkach ITF. 23 września 2013 osiągnęła najwyższe w karierze – 165. miejsce w rankingu singlowym WTA Tour. W rankingu deblowym najwyżej klasyfikowana była 22 sierpnia 2022 – na 76. miejscu.
Brytyjka zadebiutowała w rozgrywkach WTA Tour podczas turnieju w Birmingham w 2011 roku, przegrywając w pierwszej rundzie z Aną Tatiszwili.
W czerwcu 2013 otrzymała dziką kartę do turnieju głównego Wimbledonu w grze pojedynczej i podwójnej, lecz w obu rywalizacjach odpadła w pierwszej rundzie.

## Życie prywatne
W lipcu 2019 Murray wzięła ślub z indyjskim tenisistą Divijem Sharanem.

## Wygrane turnieje rangi ITF
| turnieje z pulą nagród 100 000 $ |
| turnieje z pulą nagród 80 000 $  |
| turnieje z pulą nagród 60 000 $  |
| turnieje z pulą nagród 25 000 $  |
| turnieje z pulą nagród 15 000 $  |
| turnieje z pulą nagród 10 000 $  |

### Gra pojedyncza
| Nr | Data       | Turniej       | Pula   | Nawierzchnia | Finalistka          | Wynik         |
| 1. | 17/10/2012 | Glasgow       | 25 000 | Twarda       | Alison Van Uytvanck | 6:3, 2:6, 6:3 |
| 2. | 28/10/2017 | Wirral        | 15 000 | Twarda       | Eden Silva          | 6:2, 6:2      |
| 3. | 11/08/2019 | Chiswick      | 25 000 | Twarda       | Lesley Kerkhove     | 6:4, 6:4      |
| 4. | 08/03/2020 | Potchefstroom | 25 000 | Twarda       | Marina Mielnikowa   | 2:6, 6:2, 6:4 |